# 佐々木富雄
佐々木 富雄（ささき とみおSasaki Tomio、1945年11月16日 -） は、日本のアルペンスキーヤー。 
北海道出身。1968年の冬季オリンピックに出場した。  

## 参照資料
1. ↑  “Tomio Sasaki Olympic Results”.  Sports Reference LLC. 2020年4月17日時点のオリジナルよりアーカイブ。2018年3月15日閲覧。